# Trofeo Alfredo Binda-Comune di Cittiglio
Le Trofeo Alfredo Binda-Comune di Cittiglio est une course cycliste féminine qui se tient tous les ans dans la municipalité de Cittiglio situé dans la Province de Varèse en Lombardie. Le Trofeo Alfredo Binda-Comune di Cittiglio, couru en honneur de l'ancien coureur cycliste et premier campionissimo Alfredo Binda natif de la commune, est l'une des épreuves de la Coupe du monde de cyclisme sur route féminine de 2008 jusqu'en 2015. En 2016, elle intègre l'UCI World Tour féminin.
Elle se court en circuit autour de Cittiglio et est assez vallonnée, se rapprochant ainsi des caractéristiques du Tour de Lombardie masculin. L'édition 2020 est annulée en raison de la pandémie de Covid-19.

## Palmarès

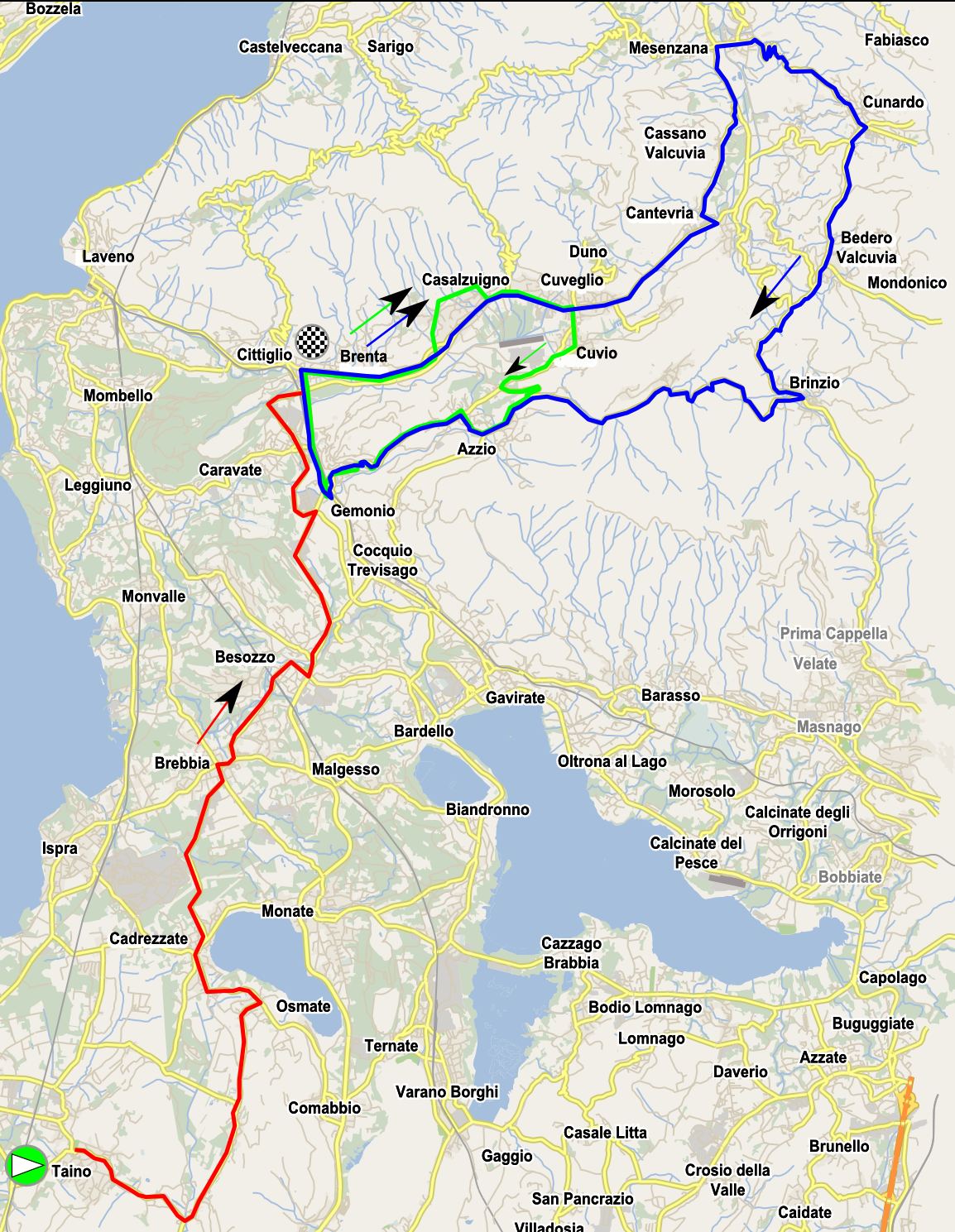
Circuit de la course de 2017 à 2019

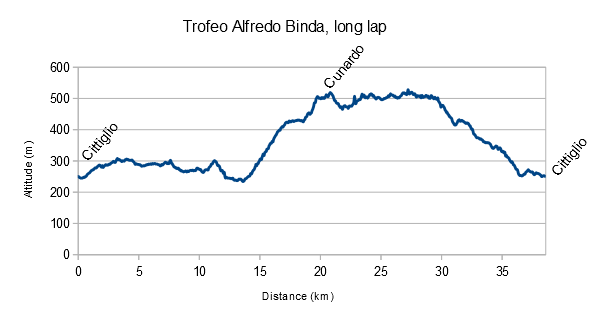
Profil du grand circuit de 2017 à 2019

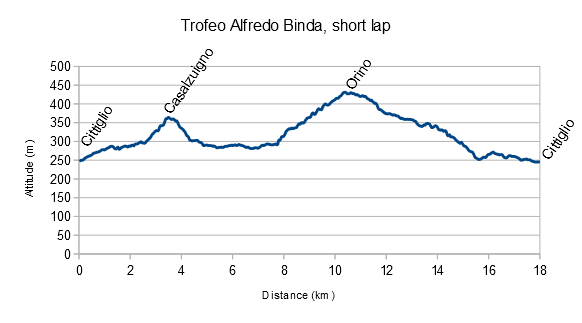
Profil du petit circuit de 2017 à 2019

| Année | Vainqueur            | Deuxième               | Troisième             |                  |
| ----- | -------------------- | ---------------------- | --------------------- | ---------------- |
| 1974  | Giuseppina Micheloni |                        |                       |                  |
| 1975  | Nicole Vandenbroeck  |                        |                       |                  |
| 1976  | Morena Tartagni      |                        |                       |                  |
| 1977  | Nicoletta Castelli   |                        |                       |                  |
| 1978  | Emanuela Menuzzo     |                        |                       |                  |
| 1979  | Anna Morlacchi       |                        |                       |                  |
| 1980  | Francesca Galli      |                        |                       |                  |
| 1981  | Emanuela Menuzzo     |                        |                       |                  |
| 1982  | Lucia Pizzolotto     |                        |                       |                  |
| 1983  | Michela Tomasi       |                        |                       |                  |
| 1984  | Maria Canins         |                        |                       |                  |
| 1985  | Silvia Conti         |                        |                       |                  |
| 1986  | Stefania Carmine     |                        |                       |                  |
| 1987  | Rossella Galbiati    |                        |                       |                  |
| 1988  | Elisabetta Fanton    |                        |                       |                  |
| 1989  | Elisabetta Fanton    |                        |                       |                  |
| 1990  | Maria Canins         |                        |                       |                  |
| 1991  | Maria Paola Turcutto |                        |                       |                  |
| 1992  | Maria Canins         | Maria Paola Turcutto   | Mara Calliope         |                  |
| 1993  | Roberta Ferrero      | Mara Calliope          | Lucia Pizzolotto      |                  |
| 1994  | Fabiana Luperini     | Lucia Pizzolotto       | Katia Longhin         |                  |
| 1995  | Valeria Cappellotto  | Alessandra Cappellotto | Imelda Chiappa        |                  |
| 1996  | Valeria Cappellotto  | Imelda Chiappa         | Diana Žiliūtė         |                  |
| 1999  | Fany Lecourtois      | Mari Holden            | Pia Sundstedt         |                  |
| 2000  | Fabiana Luperini     | Pia Sundstedt          | Fany Lecourtois       |                  |
| 2001  | Nicole Brändli       | Noemi Cantele          | Diana Žiliūtė         |                  |
| 2002  | Swetlana Bubnenkowa  | Regina Schleicher      | Zinaida Stahurskaia   |                  |
| 2003  | Diana Žiliūtė        | Valentyna Karpenko     | Alison Wright         |                  |
| 2004  | Oenone Wood          | Olivia Gollan          | Noemi Cantele         |                  |
| 2005  | Nicole Cooke         | Katia Longhin          | Miho Oki              |                  |
| 2006  | Regina Schleicher    | Diana Žiliūtė          | Katia Longhin         |                  |
| 2007  | Nicole Cooke         | Giorgia Bronzini       | Martina Corazza       |                  |
| 2008  | Emma Pooley          | Suzanne de Goede       | Diana Žiliūtė         |                  |
| 2009  | Marianne Vos         | Emma Johansson         | Kristin Armstrong     |                  |
| 2010  | Marianne Vos         | Martine Bras           | Emma Johansson        |                  |
| 2011  | Emma Pooley          | Emma Johansson         | Annemiek van Vleuten  |                  |
| 2012  | Marianne Vos         | Tatiana Guderzo        | Trixi Worrack         |                  |
| 2013  | Elisa Longo Borghini | Emma Johansson         | Ellen van Dijk        |                  |
| 2014  | Emma Johansson       | Lizzie Armitstead      | Alena Amialiusik      |                  |
| 2015  | Lizzie Armitstead    | Pauline Ferrand-Prévot | Anna van der Breggen  |                  |
| 2016  | Lizzie Armitstead    | Megan Guarnier         | Jolanda Neff          |                  |
| 2017  | Coryn Rivera         | Arlenis Sierra         | Cecilie Uttrup Ludwig |                  |
| 2018  | Katarzyna Niewiadoma | Chantal Blaak          | Marianne Vos          |                  |
| 2019  | Marianne Vos         | Amanda Spratt          | Cecilie Uttrup Ludwig |                  |
| 2020  | annulé/abandonné     | annulé/abandonné       | annulé/abandonné      | annulé/abandonné |
| 2021  | Elisa Longo Borghini | Marianne Vos           | Cecilie Uttrup Ludwig |                  |
| 2022  | Elisa Balsamo        | Sofia Bertizzolo       | Soraya Paladin        |                  |
| 2023  | Shirin van Anrooij   | Elisa Balsamo          | Vittoria Guazzini     |                  |
| 2024  | Elisa Balsamo        | Lotte Kopecky          | Puck Pieterse         |                  |
| 2025  | Elisa Balsamo        | Blanka Vas             | Cat Ferguson          |                  |

## Palmarès Piccolo Trofeo Alfredo Binda (Trofeo Alfredo Binda juniors)
L'épreuve créée en 2013 et réservée aux jeunes coureuses âgées de 17 et 18 ans appartient à la compétition Coupe des Nations Juniors depuis 2016. Cette compétition succède au Trofeo Da Moreno Juniores, ancienne course italienne renommée chez les juniors transalpines dont son palmarès contient de futures professionnelles devenues championnes d'Italie, deux sont même devenues championnes du monde ; Valeria Cappellotto, Fabiana Luperini, Greta Zocca, Noemi Cantele, Giorgia Bronzini, et Marta Bastianelli. En 2013, les organisateurs ont relancés cette compétition en lui donnant une dimension international pour mettre les jeunes italiennes en concurrence avec les meilleurs juniors du monde.
| Année                        | Vainqueur            | Deuxième           | Troisième           |
| ---------------------------- | -------------------- | ------------------ | ------------------- |
| Trofeo Da Moreno Juniores    |                      |                    |                     |
| 1979                         | Michela Tomasi       |                    |                     |
| 1980                         | Ivana Magro          |                    |                     |
| 1981                         | Giuliana Vidale      |                    |                     |
| 1982                         | Rossella Burini      |                    |                     |
| 1983                         | Rossella Burini      |                    |                     |
| 1984                         | Mara Mosole          |                    |                     |
| 1985                         | Leila Mariani        |                    |                     |
| 1986                         | Cristina Rocca       |                    |                     |
| 1987                         | Valeria Cappellotto  |                    |                     |
| 1988                         | Nada Cristofoli      |                    |                     |
| 1989                         | Patrizia Tosca       |                    |                     |
| 1990                         | Debora Scopel        |                    |                     |
| 1991                         | Fabiana Luperini     |                    |                     |
| 1992                         | Greta Zocca          |                    |                     |
| 1993                         | Chiara Mariani       |                    |                     |
| 1995                         | Lisa Lievore         |                    |                     |
| 1999                         | Noemi Cantele        |                    |                     |
| 2000                         | Anna Gusmini         |                    |                     |
| 2001                         | Anna Gusmini         |                    |                     |
| 2002                         | Giorgia Bronzini     |                    |                     |
| 2003                         | Valentina Simonetti  |                    |                     |
| 2004                         | Lisa Bacchiavini     |                    |                     |
| 2005                         | Katy Redolini        |                    |                     |
| 2006                         | Marta Bastianelli    |                    |                     |
| 2007                         | Marina Romoli        |                    |                     |
| Piccolo Trofeo Alfredo Binda |                      |                    |                     |
| 2013                         | Milda Jankauskaitė   | Séverine Eraud     | Arianna Fidanza     |
| 2014                         | Amalie Dideriksen    | Greta Richioud     | Soline Lamboley     |
| 2015                         | Sofia Bertizzolo     | Juliette Labous    | Sofia Beggin        |
| 2016                         | Clara Copponi        | Susanne Andersen   | Letizia Paternoster |
| 2017                         | Lorena Wiebes        | Clara Copponi      | Martina Fidanza     |
| 2018                         | Pfeiffer Georgi      | Jade Wiel          | Vittoria Guazzini   |
| 2019                         | Megan Jastrab        | Gaia Masetti       | Léa Curinier        |
| 2020                         | Annulé               | Annulé             | Annulé              |
| 2021                         | Anniina Ahtosalo     | Noëlle Rüetschi    | Églantine Rayer     |
| 2022                         | Francesca Pellegrini | Michela De Grandis | Lucía Ruiz          |
| 2023                         | Cat Ferguson         | Julie Bego         | Silje Bader         |
| 2024                         | Imogen Wolff         | Cat Ferguson       | Auke De Buysser     |
| 2025                         | Megan Arens          | Sidney Swierenga   | Anja Grossman       |